# Cladocarpus flexilis
Cladocarpus flexilis is een hydroïdpoliep uit de familie Aglaopheniidae. De poliep komt uit het geslacht Cladocarpus. Cladocarpus flexilis werd in 1885 voor het eerst wetenschappelijk beschreven door Verrill. 